# アメリカイヌホオズキ
アメリカイヌホオズキ（亜米利加犬酸漿、学名: Solanum emulans）は、北アメリカ原産のナス科ナス属の一年草。空地などに生える雑草。北アメリカ原産。
日本では1951年に兵庫県尼崎市で中島徳一郎によって採取されたものを村田源が1956年に報告したのが初めてされており、北海道から九州に自生している。理学博士の長田武正は1976年時点で、岡山・静岡・東京・千葉県などでも見ていると述べている。
イヌホオズキによく似ているが、熟した果実に光沢がある。果実以外はイヌホオズキによく似ており区別が難しい。

## 概要
一年生の草本。一部短命な多年草であるものも存在する。茎は直立してよく枝分かれし、高さ40 - 80センチメートル (cm) になる。ほとんど無毛である。葉は互生する単葉で、卵形から長卵形となり、質が薄く、全縁または数個の歯牙がある。
花期は夏。茎の途中から散形花序を出して2 - 4個の花をつけ、花冠は径4 - 5ミリメートル (mm) 前後で、ときに淡紫色または白色、星形に5裂する。葯は長さ1.5 mmほど。果実は径5 - 9 mmの球形で、黒色に熟し、光沢がある。全草にソラニンを含むため、食べられない。種子は長さ1.1 - 1.5 mm。
イヌホオズキ（Solanum nigrum）に酷似するが、茎が細く枝分かれして横に広がること、葉はやや狭くて質が薄く、鋸歯が少ないこと、花が2 - 4個で散形につき花冠がわずかに小さいこと、また果実に光沢がある点で異なる。イヌホオズキが荒れ地に生えるのに対して、アメリカイヌホオズキのほうはやや湿気の多い土地を好む性質がある。

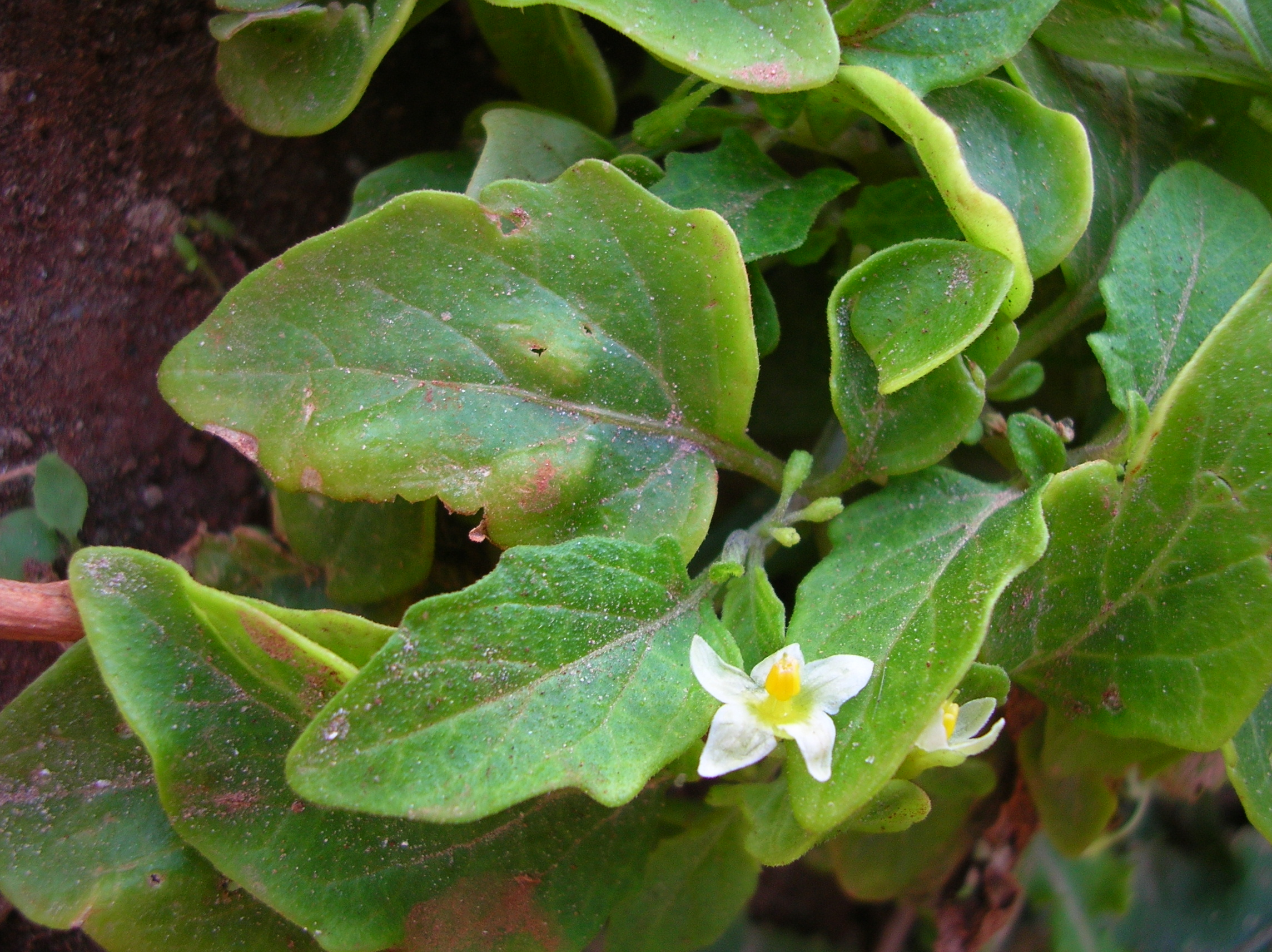
花
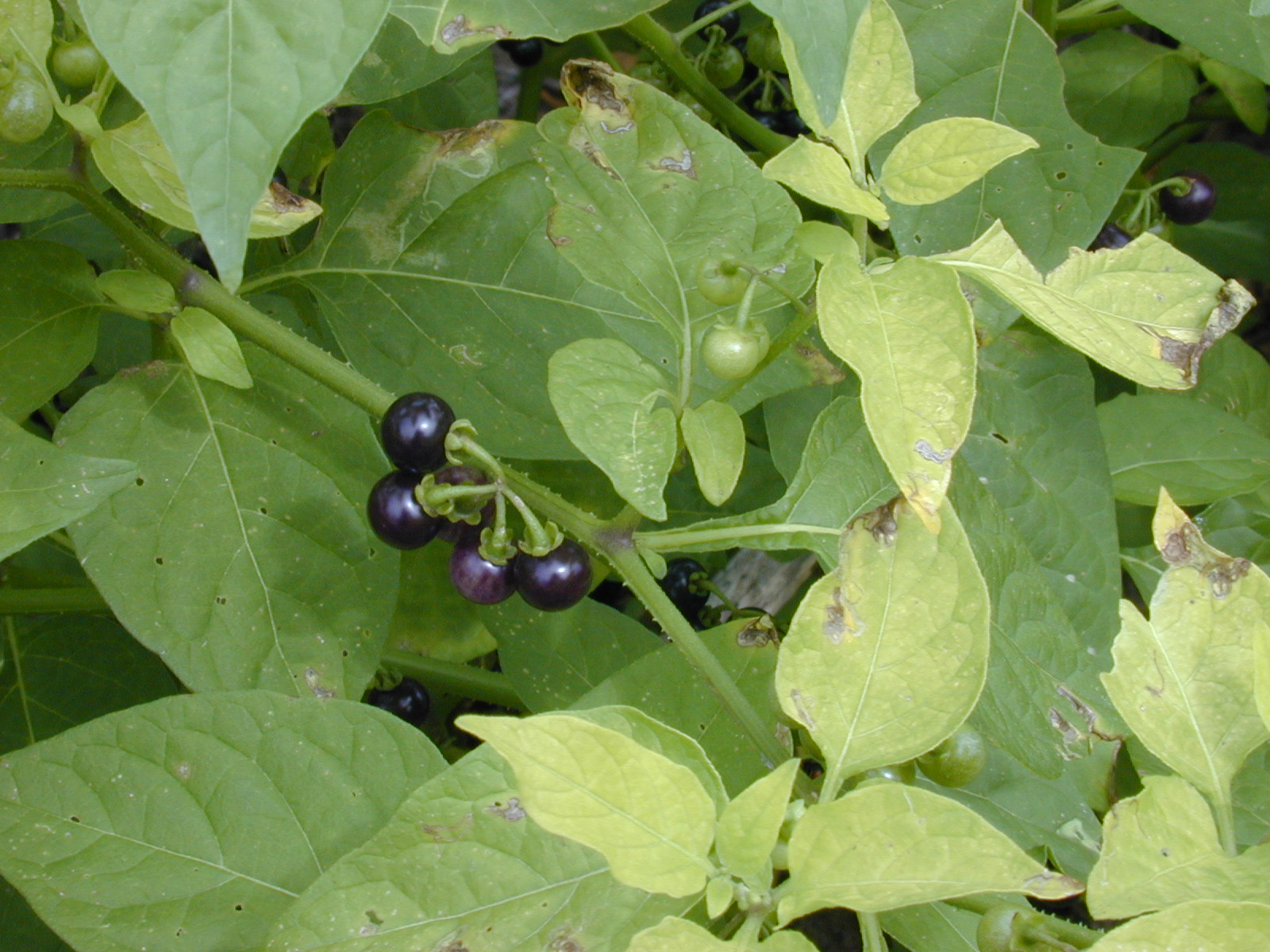
果実